# 有害生物

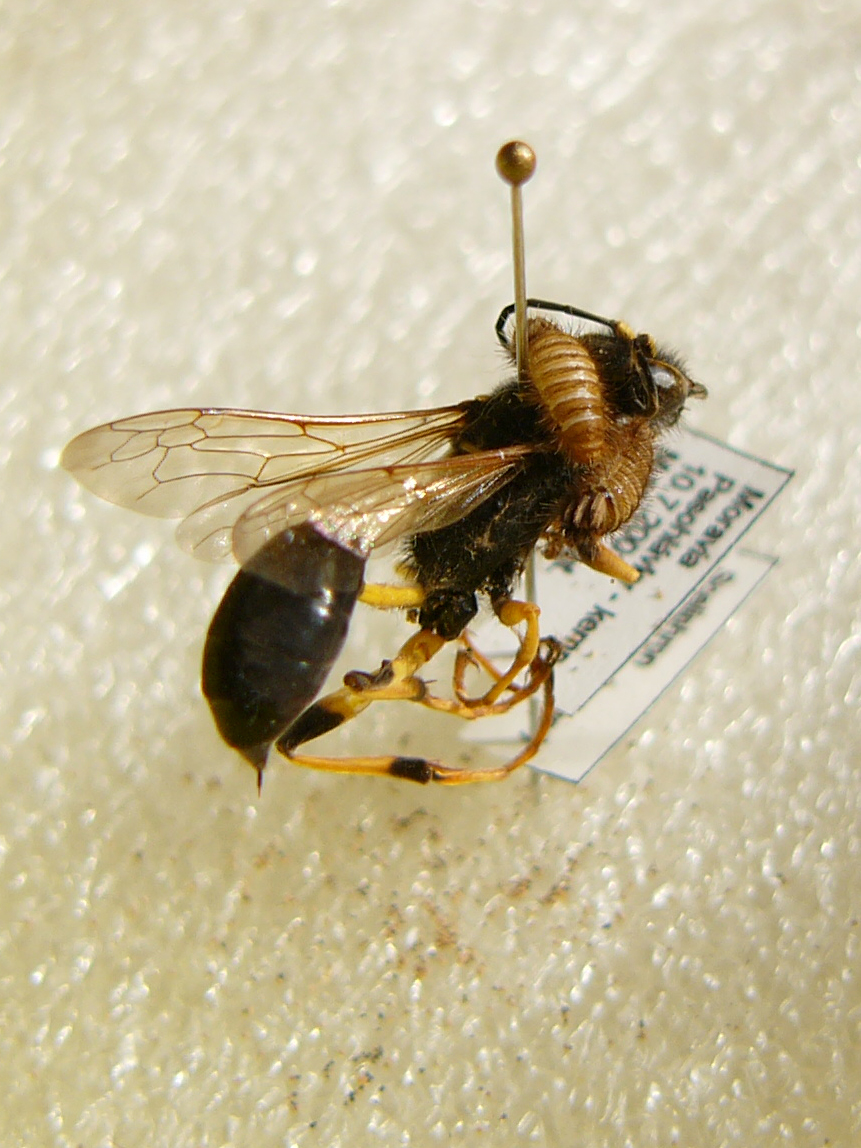
兩隻姬圓鰹節蟲幼蟲在啃食一個壁泥蜂屬物種的標本。

有害生物泛指所有會對人類或人類日常生活關注的物種有害的動物、植物、微生物和病原。這些人類關注的物種可能是禽畜業、農業或林業相關的物種。家居中會對人類造成滋擾的物種亦屬於有害生物的範疇。在英語古老文獻中，「pest」常指會引起致命流行病（特別是鼠疫）的生物。廣義來說，所有會對人類造成竞争威脅的生物都可被列為有害生物。
害蟲（insect pest，vermin）常指一些節肢動物（大多属于昆蟲綱）或其他蟲狀對人類而言的有害生物。这些动物往往会對人類的生活、生产产生负面影响，即使有部分不會損害人體健康，都仍然會損害植物或人類管有的物資。

## 概念
任何生物：不論是動物、植物或真菌，但凡對人類本身、人類關注的動物或植物、畜牧業、人工構築物等具入侵性或引起麻煩，均屬於有害生物。
由於這個概念比較寬鬆，所以一個物種在一種環境會被認為是有害生物，在另一個較有利的環境，可能會被認為有益。這種現象在植物界或真菌界尤為常見。

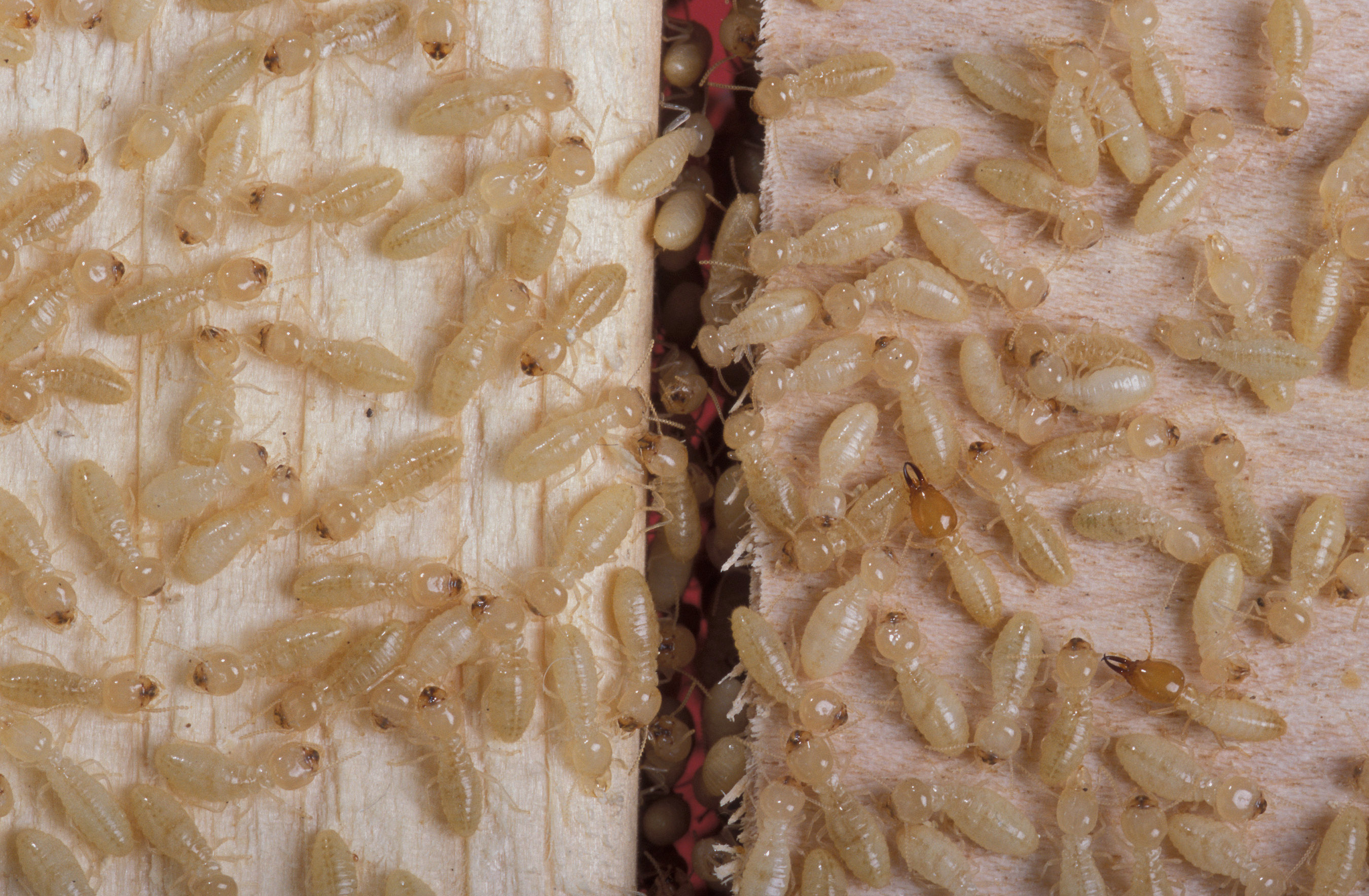
像白蟻這種社會性動物，其高密度的聚居，使牠們合起來造成的損害比一般有害生物更加大。

對於動物，但凡會對农业造成損害的動物，不管牠們是以農作物為食，又或寄生在家畜，都是有害生物。例如：寄生在苹果上的蘋果蠹蛾、又或棉花的棉鈴象鼻蟲。對於會對野外的生态系统造成破壞，又或會將细菌帶進人類棲息地的物種，也符合有害生物的定義。會攜帶能引致人類疾病的例子包括有：會引致腺鼠疫的跳蚤及被這種跳蚤寄生的大鼠，會攜帶可引致疟疾病毒的瘧蚊，還有會引致莱姆病的真蜱科物種。
一種物種在一種環境中可以是有害生物，但在另一種環境中卻屬於有益或可被馴化（例如，被引入澳大利亞的歐洲兔子導致生態損害超出了在牠們的自然棲息地造成的規模）。 許多雜草在某些條件下也被視為有用，例如车前叶蓝蓟通常被視為蜜蜂和野花的食物，即使它可以毒害牲畜。此外，一些动物虽然对人类有着直接的危害，但是它们对于当地的生态系统却又是不可或缺的一部分，甚至能间接造福人类，例如胡蜂虽然会伤害人类、攻击养蜂人的蜂箱，但是它同样也是许多害虫的天敌，还是重要的植物传粉者，甚至有许多植物是完全依靠胡蜂进行传粉的；苍蝇是重要的分解者和许多重要经济作物的主要传粉者之一；蛇和狼同样也是重要的掠食者，如果没有它们，许多食草动物和杂食动物（如兔、鼠）的种群都会不加节制的增长，造成当地生态系统的严重破坏。
有害動物若按其對經濟所造成的損失來排序，以節肢動物所造成的損失最高，而節肢動物當中又以蟎蟲造成的損失最大；其次是线虫动物门及腹足纲物種。

## 實例
- 衛生害蟲
  - 蒼蠅
  - 蚊子
  - 蟑螂
  - 跳蚤
  - 體蝨 / 頭蝨 / 陰蝨
  - 蛾蚋
- 農業害蟲
  - 蚜蟲
  - 螞蟻(部分)
  - 蝗蟲
  - 薊馬
  - 介殼蟲
  - 二斑葉蟎
  - 木蝨（Psyllidae）
  - 嚙蟲（Psocoptera）
  - 葉蟬

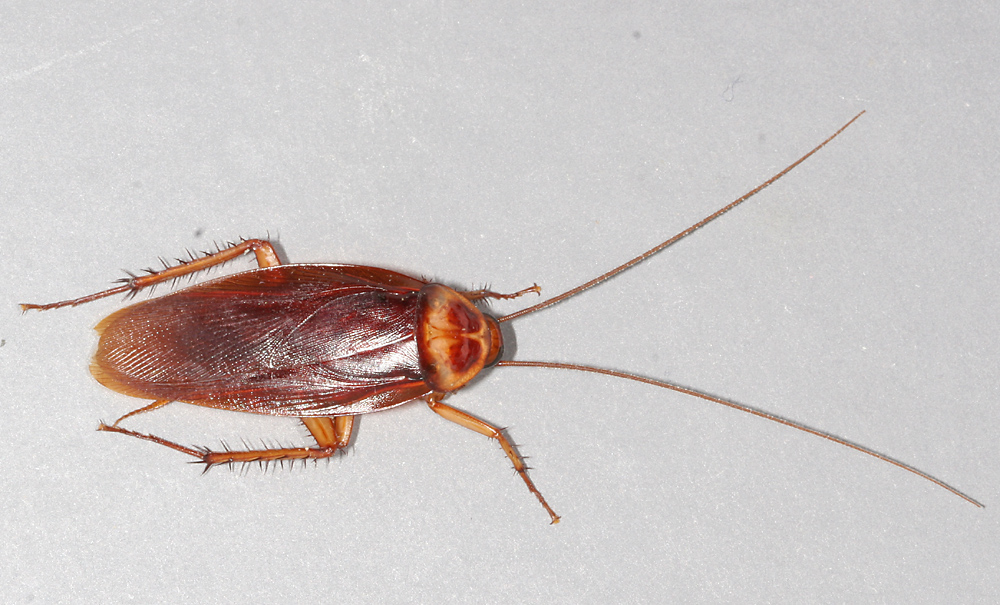
蟑螂是家居常見的害蟲

  - 褐飛蝨（Nilaparvata lugens）
  - 玉米螟（Ostrinia spp.）
  - 斜紋夜蛾（Spodoptera litura）
  - 小菜蛾（Plutella xylostella）
  - 蘋果蠹蛾（Cydia pomonella）
  - 紋白蝶（Pieris rapae，僅幼體，成體為益蟲。）
  - 東方果實蠅（Bactocera dorsalis）
  - 浮塵子（葉蟬，禾本科植物皆會受害，尤其是稻、麥、高粱，並傳播黃萎病等傳染病）
  - 紅蜘蛛 (害蟲)（危害番木瓜）
  - 白蟻
  - 葉蜂（薔薇科的葉子幾乎都會受害，部分種類會造成｢蟲癭｣，使植物無法得到養分）
  - 搖籃蟲（危害葡萄科之葉）
  - 象鼻蟲（在植體上鑽孔產卵）
  - 金花蟲科（危害葉子）
  - 宅泥蟲（同金花蟲）
  - 蟬／沫蟬（危害甘蔗等）
  - 美國白燈蛾（為害櫻、桑、栗、櫟樹葉，造成農損，亦是著名的｢行道樹大盜｣。）
  - 螟科
  - 天牛（主要是葡萄藤天牛）
  - 椿象
- 貯穀害蟲
  - 米象（Sitophilus oryzae）
  - 豆象（同米象，以豆科為主）
  - 蟻象（以甘藷為主）
  - 擬榖盜（同米象）
- 財產害蟲
  - 白蟻
  - 衣魚
  - 衣蛾
  - 鰹節蟲
- 家畜害蟲
  - 牛虻
  - 蒼蠅
  - 蚊子
- 森林害蟲
  - 天牛
  - 松毛蟲（Dendrolimus spp.）
  - 舞毒蛾（Lymantria dispar）
  - 白蟻
- 渔业害虫
  - 蜻蜓
  - 田鳖
  - 龙虱
- 有毒害蟲
  - 獵蝽科
  - 芫菁科
  - 黃蜂

## 不屬於昆蟲的有害生物
- 蛇（部分）
- 蠍（部分）
- 蟎
- 蝸牛、蛞蝓（部分）
- 蜈蚣（部分）
- 蜘蛛（部分）
- 馬陸
- 流浪猫
- 流浪狗

被人類破壞其生存環境而成的：
- 美國螯蝦
- 台灣獼猴等猕猴属物种
- 福壽螺
- 野豬
- 袋鼠
- 麻雀
- 老鼠
- 狼
- 鼬
- 葵花凤头鹦鹉
- 棘冠海星
- 团水虱（部分）
- 鳡

## 參看
- 有益生物
- 雜草
- 入侵物种
- 病虫害防治
- 农药

## 延伸閱讀
- John B. Burch. 1960. Some snails and slugs of quarantine significance to the United States. U.S. Dept. Agriculture, Agricultural Research Service 82(1): 73 pp
- Hockings, F.D, 2014,"Pests, Diseases and Beneficials （页面存档备份，存于）", CSIRO Publishing, Melbourne, ISBN 9781486300211

## 外部連結
- 维基共享资源上的相關多媒體資源：有害生物
- 维基共享资源上的相關多媒體資源：有害生物